# محمدهادی مروی
محمدهادی مروی (۱۵ فرودین ۱۳۲۵ – ۱۸ شهریور ۱۳۸۶) رئیس دادگاه عالی انتظامی قضات و اولین معاون اول رئیس قوه قضائیه بود وی فارغ‌التحصیل دانشگاه رضوی بوده است.

## زندگی
وی در ۱۵ فروردین ۱۳۲۵ در شهر مشهد به دنیا آمد. او دروس حوزوی را ابتدا در قم و سپس در حوزه علمیه قم به پایان برد. او از شاگردان سید روح‌الله خمینی و از فعالان مذهبی ضد حکومت پهلوی بود و در طی سالهای ۱۳۴۲ تا ۱۳۵۷ چندین بار توسط ساواک دستگیر شد اما هیچ‌کدام از دستگیری‌های وی منجر به محکومیت نشد. او با راضیه خزعلی، فرزند ابوالقاسم خزعلی ازدواج کرد و پنج فرزند حاصل این ازدواج بود.
مروی پس از پیروزی انقلاب ۱۳۵۷ نماینده رهبر در مسجد سلیمان و بهبهان، معاونت سازمان بازرسی کل کشور، ریاست دادگاه عالی انتظامی قضات از سال ۱۳۶۳ تا ۱۳۸۶ و معاون اول رئیس قوه قضائیه از سال ۱۳۷۸ تا ۱۳۸۳ منصوب شد. محمد هادی مروی در تاریخ ۱۸ شهریور ماه ۱۳۸۶ به‌طور مشکوکی به علت خونریزی مغزی در مشهد درگذشت و در همان‌جا دفن شد.